# Spiraeanthemum ruei
Spiraeanthemum ruei är en tvåhjärtbladig växtart som beskrevs av André Guillaumin. Spiraeanthemum ruei ingår i släktet Spiraeanthemum och familjen Cunoniaceae. Inga underarter finns listade i Catalogue of Life.